# Вулиця 50-річчя СРСР (Донецьк)

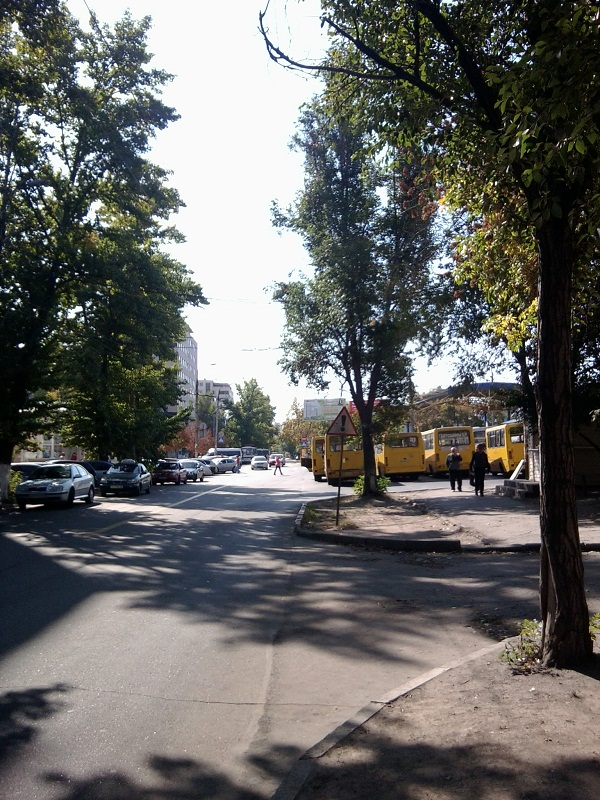
Вулиця 50-річчя СРСР та автостанція "Критий ринок"

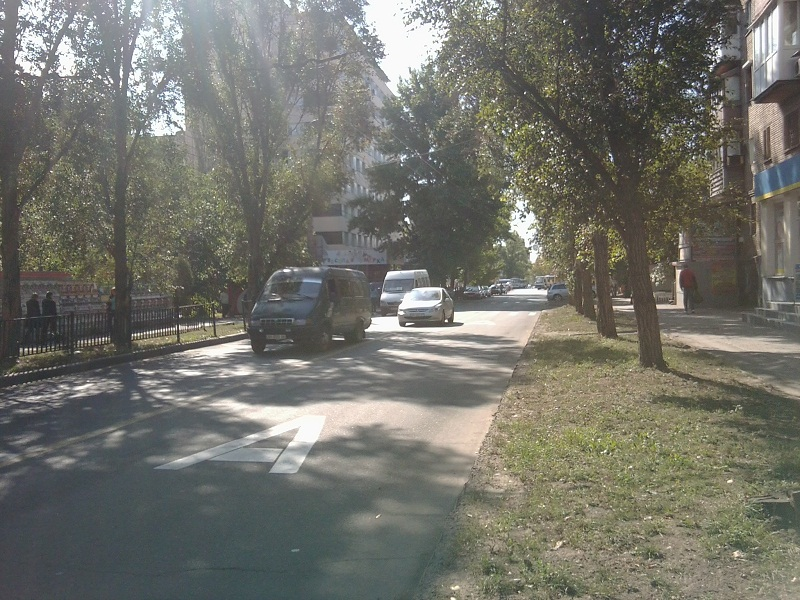
Вулиця 50-річчя СРСР

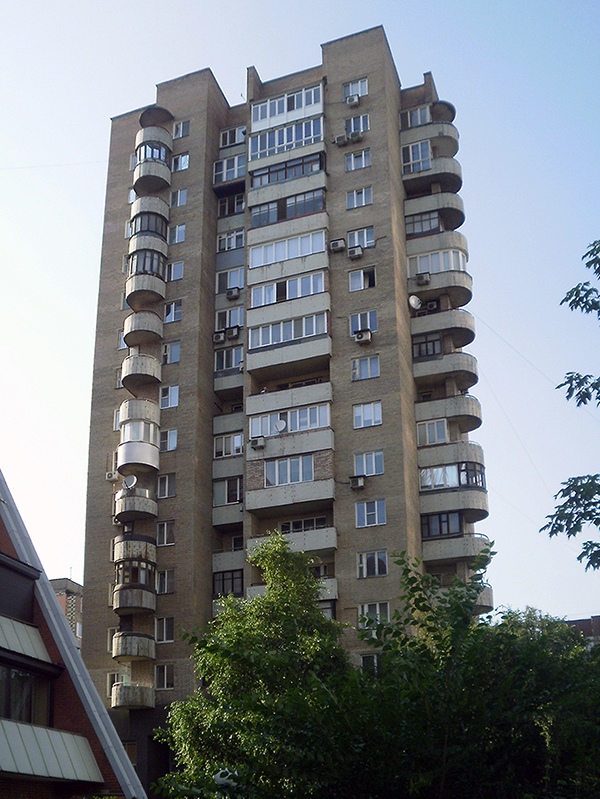
16-поверховий будинок архітектора В. Л. Суворова

Вулиця 50-річчя СРСР — одна з центральних вулиці Донецька, колишня Дванадцята лінія, Кооперативна. Розташована у Ворошиловському районі міста. Бере свій початок від перетину із проспектом Лагутенка і закінчується на перетині з проспектом Миру. Прокладена між вулицею Челюскінців і вулицею Набережною. На ділянці вулиці від проспекту Миру до бульвару Шевченка курсує тролейбус № 8.
Вулицю планувалося перейменувати у Каштанну. Про це 13 березня 2012 року сказав мер Донецька Олександр Лук’янченко.

## Основні об'єкти
- автостанція «Критий ринок»
- 6-й гуртожиток ДонНТУ
- міська лікарня № 1

Державні установи
- Ворошиловське районне управління юстиції
- Держінспекція з карантину рослин в Донецькій області
- Держінспекція з контролю за цінами в Донецькій області
- Донецька міжрайонна природоохоронна прокуратура
- Донецьке обласне управління фонду соціального страхування від нещасних випадків на виробництві
- державний проектний інститут «Донецкпроект»
- дабораторія судово-економічних досліджень Донецького НДІ судових експертиз
- управління містобудування та архітектури МУ містобудування, архітектури та житлово-комунального будівництва Донецька.